# Cratere von Békésy
von Békésy è un cratere lunare di 96,25 km situato nella parte nord-occidentale della faccia nascosta della Luna.
Prende il nome dal premio Nobel per la medicina Georg von Békésy.